# Solfara Sciacca
La solfara Sciacca o miniera Sciacca è stata una miniera di zolfo, sita in provincia di Agrigento nelle vicinanze di Naro in località Perciata.
La solfatara, già attiva nel 1839, risulta oggi abbandonata.